# بالاگونه
بالاگونه گروهی تشکیل‌شده از حداقل دو گونه کمابیش متمایز است که پراکندگی پاراپاتریک دارند. تمام کمپلکس‌های گونه‌ای، چه از نوع پنهان باشند چه از نوع گونه حلقه‌ای، لزوماً بالاگونه نیستند. بالاگونه‌ای که از دو گونه خواهر تشکیل شده یک «جفت‌گونه» نامیده می‌شود. به عنوان مثال سرده مرکبات، با وجود اینکه به عنوان سرده طبقه‌بندی شده ولی توانایی لقاح با هم را دارند.